# Loddefedt
Loddefedt er et flusmiddel, et middel der bruges til at fjerne metaloksyder og beskytte metaloverflader i forbindelse med blødlodning. 
Loddefedt består typisk af talg og harpiks (kolofonium) smeltet sammen og tilsat lidt salmiak. 
Det er ikke velegnet til lodninger af elektronik, men har dog været brugt før i tiden.